# Lupo-klassen
 Ikke at forveksle med Volkswagen Lupo.
Lupo-klassen er en skibsklasse af fregatter bygget af Cantieri Navali Riuniti (CNR) for Marina Militare. Designet som fleksible krigsskibe med fokus på overfladekrigsførelse (ASUW), har været en relativ succes på eksportmarkedet, og er blevet solgt til Peru og Venezuela. En lettere modificeret version er benævnt Artigliere-klassen.

## Design
I starten af 1970'erne anså Marina Militare den største trussel mod landet som værende den øgede sovjetiske tilstedeværelse i Middelhavet, hvilket udgjorde en trussel både mod landets kystlinje og handelsflåde. Til at møde denne trussel startede Italien en større udbygning af flåden der blandt andet inkluderede Lupo-klassen (ASUW) og Maestrale-klassen (ASW).
CNR præsenterede et design for en 2.500 tons fregat der ville kunne sejle med høj fart og mange våben. Skibene var benyttede et CODOG-princip (Combined Diesel or Gas, dansk; kombineret diesel eller gasfremdrivning) til at opnå en topfart på 35 knob, hvilket ville gøre dem til et af de hurtigste krigsskibe på deres tid. Bevæbningen inkluderede 8 Otomat antiskibsmissiler, 8 SAM, adskillige kanonsystemer, tredobbelte torpedoaffyringssystemer og en antiubådshelikopter, var bevæbningen sort set som en tilsvarende destroyer på denne tid. For at spare plads blev Lupo-klassen højt automatiseret, hvilket gjorde skibene i stand til at fungere med en besætning på 200 mand, hvilket er 50 mand mindre end de tilsvarende fregatter af Leander-klassen.

## Italien
Marina Militare modtog fire Lupo-klasse fregatter mellem 1977 og 1980. Disse blev sendt til den persiske bugt, først som eskorte for tankskibe, og senere i de sidste stadier i Iran-Irak-krigen (1987-1988), og golfkrigen som en del af koalitionen i 1990-1991. Efter krigen blev klassen opdateret med blandt andet satellitkommunikation. Efter to årtier i tjenesten blev de fire fregatter solgt til Peru i starten af 2000'erne.
I 1996 indgik fire Lupo-fregatter, som var bygget til Irak i 1985-1987 (se længere nede) i Marina Militare som Artigliere-klassen. Disse skibe var bygget med en teleskophangar og blev ombygget til at fungere som patruljefartøjer og fik fjernet alt ASW-udstyr. Skibene bliver nu benyttet som eskorteskibe og i patruljetjeneste.

## Peru
Peru blev ganske tidligt involveret i Lupo-programmet, og bestilte fire skibe i 1973. De peruvianske skibe blev bygget med få ændringer såsom sensorpakke, Aspide SAM frem for Sea Sparrow og en fastbygget hangar frem for en teleskophangar. De første to skibe blev bygget af CNR på værftet i Riva Trigoso, Genoa og blev leveret i 1979.
De sidste to skibe blev bygget under fremstillingslicens i Peru af SIMA (Servicio Industrial de la Marina, Navy Industrial Service) i byen Callao, hvor skibene indgik i den peruvianske flåde i 1984 og i 1987. De fire oprindelige enheder i Peru blev fik forlænget deres landingsdæk således at der kunne lande en ASH-3D Sea King helikopter og tanke brændstof. Dog kunne helikopterne ikke være i skibenes hangarer.
I november 2004 blev to skibe i Lupo-klassen solgt fra Italien til Peru og yderligere to fulgte efter i august 2006.

## Venezuela
Venezuela bestilte seks fregatter af Lupo-klassen fra CNR i 1975 som en erstatning for ældre skibe. Disse skibe blev leveret til Venezuela mellem 1980-1982 og bortset fra nogle forskelle i det elektroniske udstyr var de meget lig de skibe der blev bygget til Peru. To af skibene ARV Mariscal Sucre (F21) og ARV Almirante Brión (F22) blev opgraderet ved det amerikanske skibsværft Ingalls Shipbuilding over en fireårig periode (1998–2002). Enkelte af modifikationerne er:
- Nyt kampinformationssystem
- Ny Elta EL/M-2238 Single Face STAR 3D luftvarslingsradar
- Ny Northrop Grumman 21 HS-7 Sonar
- Nyt Elisra NS-9003 ESM-system
- Nyt Elisra NS-9005 ECM-system
- Udskiftning af 2 GMT A230-20M dieselmotorer med to 2 MTU 20V 1163 dieselmotorer.

De andre skibe i venezuelansk tjeneste forventes at gennemgå en yderligere opgradering på et endnu ukendt tidspunkt.

## Irak
Irak bestilte fire fregatter af Lupo-klassen fra CNR i 1981 som en del af en ekspansion af flåden under Iran–Irak-krigen. Disse skibe, men en teleskophangar, blev færdiggjort mellem 1985-1987, men på grund af våbenembargoen mod de to krigsførende parter forblev de fire skibe interneret i Italien. I 1993 blev alle fire skibe beslaglagt af den italienske stat og ombygget til at fungere som patruljefartøjer i Marina Militare som Artigliere-klassen i 1996.

## Galleri
- Carvajal-klassen fra Peru, BAP Montero (53) og BAP Mariátegui (54).
- ARV General Soublette (F24) og ARV General Salóm (F25) fortøjet langs kaj
- ARV General Salom (F25) set fra styrbord før opgradering

## Skibe i klassen
| Pnt                                           | Navn                              | Kølen lagt                        | Søsat                             | Indgået                           | Skæbne                                                      | Kaldesignal                       |                                   |
| Bygget til Italien (Lupo-klassen)             | Bygget til Italien (Lupo-klassen) | Bygget til Italien (Lupo-klassen) | Bygget til Italien (Lupo-klassen) | Bygget til Italien (Lupo-klassen) | Bygget til Italien (Lupo-klassen)                           | Bygget til Italien (Lupo-klassen) | Bygget til Italien (Lupo-klassen) |
| --------------------------------------------- | --------------------------------- | --------------------------------- | --------------------------------- | --------------------------------- | ----------------------------------------------------------- | --------------------------------- | --------------------------------- |
| F564                                          | Lupo                              | 11. oktober 1974                  | 29. juli 1976                     | 20. september 1977                | Overført til Peru som Palacios den 3. november 2004         | (IT: IALU)                        |                                   |
| F565                                          | Sagittario                        | 4. februar 1976                   | 22. juni 1977                     | 18. november 1978                 | Overført til Peru som Quiñónes den 23. januar 2006          | (IT: IASA)                        |                                   |
| F566                                          | Perseo                            | 1. august 1979                    | 7. september 1981                 | 5. februar 1983                   | Overført til Peru som Coronel Bolognesi den 23. januar 2006 | (IT: IAPE)                        |                                   |
| F567                                          | Orsa                              | 1. august 1977                    | 1. marts 1979                     | 1. marts 1980                     | Overført til Peru som Aguirre den 3. november 2004          | (IT: IAOM)                        |                                   |
| Bygget til Irak (Artigliere-klassen)          |                                   |                                   |                                   |                                   |                                                             |                                   |                                   |
| F582                                          | Artigliere                        | 31. marts 1982                    | 27. juli 1983                     | 29. oktober 1994                  | Oprindeligt bygget til Irak som Hittin                      | IAEP                              |                                   |
| F583                                          | Aviere                            | 3. september 1982                 | 18. december 1984                 | 4. januar                         | Oprindeligt bygget til Irak som Dhi Qar                     | IAEQ                              |                                   |
| F584                                          | Bersagliere                       | 7. april 1982                     | 20. juni 1985                     | 28. november 1995                 | Oprindeligt bygget til Irak som al-Yarmuk                   | IAEO                              |                                   |
| F585                                          | Granatiere                        | 1. december 1983                  | 14. november 1985                 | 20. marts 1996                    | Oprindeligt bygget til Irak som al-Qadisiyya                | IAER                              |                                   |
| Bygget til Peru (Carvajal-klassen)            |                                   |                                   |                                   |                                   |                                                             |                                   |                                   |
| 51                                            | Carvajal                          | 8 oktober 1974                    | 13 november 1976                  | 23 december 1978                  | I tjeneste                                                  | -                                 |                                   |
| 52                                            | Villavicencio                     | 21. april 1976                    | 7 februar 1978                    | 29 juni 1979                      | I tjeneste                                                  | -                                 |                                   |
| 53                                            | Montero                           | 16. juni 1976                     | 8. oktober 1982                   | 29. juni 1984                     | I tjeneste                                                  | -                                 |                                   |
| 54                                            | Mariátegui                        | 13. august 1976                   | 8. oktober 1984                   | 28. december 1987                 | I tjeneste                                                  | -                                 |                                   |
| Bygget til Venesuela (Mariscal Sucre-klassen) |                                   |                                   |                                   |                                   |                                                             |                                   |                                   |
| 21                                            | Mariscal Sucre                    | 19. november 1976                 | 28. september 1978                | 14. juli 1980                     | I tjeneste                                                  | -                                 |                                   |
| 22                                            | Almirante Brión                   | juni 1977                         | 22. februar 1979                  | 7. marts 1981                     | I tjeneste                                                  | -                                 |                                   |
| 23                                            | General Urdaneta                  | 23. januar 1978                   | 23. marts 1979                    | 8. august 1981                    | I tjeneste                                                  | -                                 |                                   |
| 24                                            | General Soublette                 | 26. august 1978                   | 4. januar 1980                    | 4. december 1981                  | I tjeneste                                                  | -                                 |                                   |
| 25                                            | General Salóm                     | 7. november 1978                  | 13. januar 1980                   | 3. april 1982                     | I tjeneste                                                  | -                                 |                                   |
| 26                                            | Almirante García                  | 21. august 1979                   | 4. oktober 1980                   | 30. juli 1982                     | I tjeneste                                                  | -                                 |                                   |

## Eksterne links
- Wikimedia Commons har flere filer relateret til Lupo-klassen
- Globalsecurity.org: Lupo-klassen (engelsk)